# Steven Hunter
Pour les articles homonymes, voir Hunter.
Steven Hunter, né le 31 octobre 1981 à Chicago (Illinois), aux États-Unis, est un joueur américain de basket-ball. Il évolue au poste de pivot.

## Records sur une rencontre en NBA
Les records personnels de Steven Hunter en NBA sont les suivants, :
| Type de statistique        | Saison régulière | Saison régulière         | Saison régulière | Playoffs | Playoffs               | Playoffs      |
| Type de statistique        | Record           | Adversaire               | Date             | Record   | Adversaire             | Date          |
| -------------------------- | ---------------- | ------------------------ | ---------------- | -------- | ---------------------- | ------------- |
| Points                     | 20               | 3 fois                   | 3 fois           | 16       | Grizzlies de Memphis   | 24 avril 2005 |
| Paniers marqués            | 8                | 5 fois                   | 5 fois           | 7        | Grizzlies de Memphis   | 24 avril 2005 |
| Paniers tentés             | 14               | Spurs de San Antonio     | 21 janvier 2007  | 11       | Grizzlies de Memphis   | 24 avril 2005 |
| Paniers à 3 points réussis | -                | -                        | -                | -        | -                      | -             |
| Paniers à 3 points tentés  | 1                | @ SuperSonics de Seattle | 6 mars 2005      | -        | -                      | -             |
| Lancers francs réussis     | 8                | @ Jazz de l'Utah         | 6 janvier 2010   | 3        | 2 fois                 | 2 fois        |
| Lancers francs tentés      | 12               | @ Jazz de l'Utah         | 6 janvier 2010   | 4        | 2 fois                 | 2 fois        |
| Rebonds offensifs          | 6                | 2 fois                   | 2 fois           | 4        | 2 fois                 | 2 fois        |
| Rebonds défensifs          | 9                | 2 fois                   | 2 fois           | 6        | Grizzlies de Memphis   | 27 avril 2005 |
| Rebonds totaux             | 15               | Spurs de San Antonio     | 21 janvier 2007  | 8        | Spurs de San Antonio   | 22 mai 2005   |
| Passes décisives           | 3                | @ Cavaliers de Cleveland | 24 janvier 2007  | 1        | 4 fois                 | 4 fois        |
| Interceptions              | 2                | 2 fois                   | 2 fois           | 1        | Mavericks de Dallas    | 18 mai 2005   |
| Contres                    | 6                | @ SuperSonics de Seattle | 16 mars 2006     | 3        | Spurs de San Antonio   | 24 mai 2005   |
| Balles perdues             | 5                | 2 fois                   | 2 fois           | 2        | @ Spurs de San Antonio | 30 mai 2005   |
| Minutes jouées             | 49               | @ Cavaliers de Cleveland | 24 janvier 2007  | 30       | 2 fois                 | 2 fois        |

- Double-double : 5
- Triple-double : 0